# كازيميرز ليفاندوفسكي
كازيميرز ليفاندوفسكي (بالبولندية: Kazimierz Lewandowski)‏ هو مجدف بولندي، ولد في 28 مارس 1951 في غدانسك في بولندا.

## وصلات خارجية
- كازيميرز ليفاندوفسكي على موقع الاتحاد الدولي للتجديف (الإنجليزية)
- كازيميرز ليفاندوفسكي على موقع اللجنة الأولمبية الدولية (الإنجليزية)
- كازيميرز ليفاندوفسكي على موقع أوليمبيديا (الإنجليزية)
- كازيميرز ليفاندوفسكي على موقع اللجنة الأولمبية البولندية (مؤرشف) (البولندية)